# 謝里爾 (密蘇里州)
謝里爾（英語：Sherrill）是位於美國密蘇里州德克薩斯縣的非建制地區。

## 歷史
謝里爾的郵局於1873年設立，其後於1969年停運。

## 地理
謝里爾所處的海拔為高於海平面365米（即1198英呎），而該地所採用的時區為UTC-6，即北美中部時區（CST）。同時該地設有夏令時間，為UTC-6調快一小時，即UTC-5（CDT）。